# ベスト犬 ハチポ
ベスト犬 ハチポ（ベストけん ハチポ）は、長野県にあるフジテレビ系列（FNN・FNS）の放送局、長野放送（NBS）のマスコットキャラクター。キャッチフレーズは「Best! Digital 8ch NBS〜あなたのイチバンになりたい。」。

## 概要
NBS長野放送とマスコットの歴史は古く、同局が1968年12月20日にサービス放送を開始した時から、同局の宣伝CMや開局前までのオープニングとして使用されていた、動物のキャラクターが登場するカラーアニメを放送していたのが起源とされている。しかし、NBSが開局した1969年4月1日以降は正式なマスコットキャラクターを設けず、そのまま時を重ねていた。
2001年に『FNS27時間テレビ』で「FNS最強キャラクター大相撲」が企画されると、サービス放送時に使用されていた動物のキャラクターが登場するオープニングアニメからアヒルを割り出し、「ダッくん」と命名してマスコットキャラクターとして採用。着ぐるみも製作して早速全国デビューさせている。
しかし「ダッくん」はあくまで暫定のキャラクターであり、地上デジタル放送の本放送開始が目前となった2006年から正式のマスコットキャラクターを製作し、採用しようとの意見が出てきた。そこでその年に正式のマスコットキャラクターの公募を行った所、4社（長野県内の3社、東京都の1社）が名乗りを上げ、一般視聴者のインターネット投票を経て局内の最終選考を行った結果、東京の会社が提案した犬とベストを掛け合わせたマスコットキャラクターである「ベスト犬 ハチポ」が採用されることとなった。正式に採用されたのは、NBSが地上デジタル放送のサイマル試験放送を開始した2006年7月1日。NBSではこの日を「ハチポの誕生日」としている。これに伴い、暫定キャラクターの「ダッくん」は引退した。
また、採用1周年となる2007年7月1日にはガールフレンドとして「ベスト犬 ハチナ」が登場した。ある日お花畑で出会って以来ずっとハチポと一緒であるという設定となっている。
オスのハチポが黄色なのに対し、メスのハチナはピンク色で、右上に赤いリボンをしている。
ハチポ、ハチナ共に名前は長野放送に割り当てられたリモコンキーIDの8に由来している。

## プロフィール
- 名前:「ハチポ」
- 誕生日:2006年7月1日（NBSの地上デジタル放送のサイマル試験放送開始日）
- 種類:「ベスト犬」（オス）
- 血液型:B型
- 性格:のんびりや、きれい好き
- 好きな事:編み物(!?)
- チャームポイント:「しっぽ」[4]

## 特徴
- 犬であるだけに4足歩行しか出来ないと思われがちだが、2足歩行も可能である。
- 人を温かい気持ちにする事が特技。
- 誰でも似合う「ベスト」になる事が夢。

## 着ぐるみについて
2006年10月1日の地上デジタル本放送開始時に披露されていなかったが、2009年初め頃、同年の4月1日に迎えるNBSの開局40周年に合わせ、同社はハチポの着ぐるみを製作し、開局40周年を初めとする同社のプロモーションやキャンペーン、イベント等に使用することを決定。これに伴い、宮崎市の着ぐるみ製作会社「KIGURUMI.BIZ」にその製作を発注し、2009年3月初め頃に完成した。
完成した着ぐるみは、まず、NBS開局40周年のCF「ハチポと踊ろう」に使われ、NBS開局40周年の2009年4月1日から放映された。そして同日、同局の大谷香奈絵アナウンサーを伴って、長野駅前と松本市のパルコ前で、一般に初めて披露された。その後、NBSの番組や、同局が主催したり協賛したりするイベントの一部等にて、この着ぐるみはお披露目されている。又、毎年夏に行われている「FNS27時間テレビ」にも、NBS代表の応援隊の一員としても出演することもある。
なお、暫定マスコットキャラクターの「ダッくん」は、ノンバルーンタイプで青色のシャツを着ていただけであった。

## エピソード
- 東京都八王子市の市民ポータルサイトに「ハチポ」があり、同じハチポということで、2011年、NBSホームページ内に当時あった「ハチポブログ」（現在は閉鎖）の同年2月16日付にて、この八王子市のハチポが紹介されていた。ちなみにこちらは2007年10月に東京工科大学の学生によって誕生し、翌年6月に八王子市に寄贈、同年10月15日から「ハチポ」という名称で任意団体「セーブ・プロジェクト」によって運営され、現在に至っている。
- 「長野キルトウィーク2010」の開催に併せ、当時のNBSアナウンサー平松奈々が、2010年にハチポとハチナのキルト（テーマ「LOVE」）を制作し、同年4月22-24日に長野市のビッグハットにて開催された同イベントにて展示された。その後は、NBS本社1階廊下の掲示板に展示されていた（現在は展示されていない）。また、NBSホームページの「ハチポブログ」（現在は閉鎖）2010年4月23日付でも、これが写真付きで紹介されていた。

## 他局（在長局）のキャラクター
- 信越放送：ろくちゃん
- テレビ信州：マイチャン。
- 長野朝日放送：りんご丸